# Занога
Занога је насељено место у општини Петрич у области Благоевград, Бугарска. Према попису из 2021. године било је без становника.
Према бугарском географу и историчару, Василу Канчову, у Дренову је 1900. године живело 63 Словена хришћана.